# IRCnet
IRCnet rede de babe-papo online do tipo IRC. É considerada uma das maiores redes do tipo. Foi formada como uma ramificação européia da rede EFnet, quando, entre maio e julho de 1996, desentendimentos entre operadores resultaram na declaração de independência por parte de alguns administradores europeus.